# Георгій Арвеладзе
Георгій Арвеладзе (груз. გიორგი არველაძე; нар. 10 липня 1978, Тбілісі, Грузинська РСР, СРСР) — грузинський політик.

## Біографія
Георгій Арвеладзе народився 10 липня 1978 року в Тбілісі, столиці Грузинської РСР СРСР.
Закінчив Київський державний університет за спеціальністю «міжнародні відносини».
Учасник Трояндової революції 2003 року. З 2004 року по 2005 рік був генеральним секретарем партії «Національний рух — Демократи», яку очолював Міхеіл Саакашвілі.
Керівник Адміністрації Президента Грузії у 2005–2006 роках, 2006 року призначений Міністром економіки та сталого розвитку Грузії. З 2008 до 2009 року - Голова Національної комісії Грузії з регулювання комунікацій.
Генеральний директор грузинського телеканалу «Imedi» з липня 2009 року.